# 2009年のNASCARネイションワイド・シリーズ

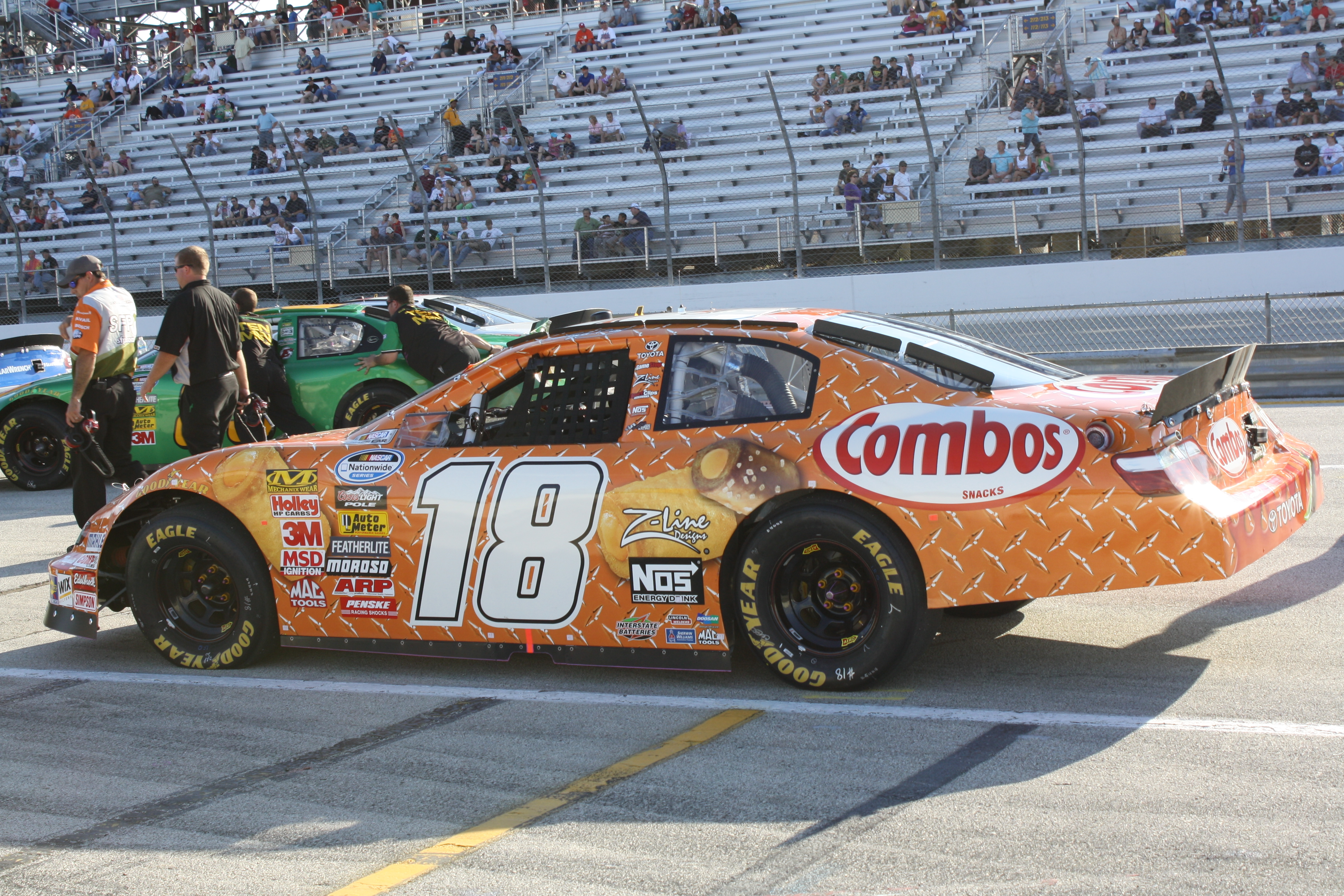
ミルウォーキー・マイルでのカイル・ブッシュ車

2009年のNASCARネイションワイド・シリーズは、2月14日のデイトナ・インターナショナル・スピードウェイにおけるキャンピング・ワールド300で始まり、11月21日のホームステッド＝マイアミ・スピードウェイにおけるフォード300で終了した。カイル・ブッシュが25回トップ10で完走し、シリーズチャンピオンを獲得した。

## 2009年のスケジュール
♣ ： 午後遅く又は夜間にスタートし、夜間に終了したレース。
Race will run at night, or start in the late afternoon, and finish at night.
| 開催日   | レース                                               | 距離                    | 開催地                                         | テレビ      | ラジオ | 時刻 (US ET) | 優勝者                   |
| -------- | ---------------------------------------------------- | ----------------------- | ---------------------------------------------- | ----------- | ------ | ------------ | ------------------------ |
| 2月14日  | キャンピング・ワールド300                            | 300 Miles               | デイトナ・インターナショナル・スピードウェイ   | ESPN2       | MRN    | 1:00 p.m.    | トニー・スチュワート     |
| 2月21日  | スターター・ブラザーズ300                            | 300 Miles               | オートクラブ・スピードウェイ                   | ESPN2       | MRN    | 7:00 p.m.    | カイル・ブッシュ         |
| 2月28日  | サムズタウン300                                      | 300 Miles               | ラスベガス・モーター・スピードウェイ           | ESPN2       | PRN    | 4:00 p.m.    | グレッグ・ビッフル       |
| 3月21日  | スコッツ・ターフ・ビルダー300                        | 300 Laps (159.9 Miles)  | ブリストル・モーター・スピードウェイ           | ABC         | PRN    | 2:00 p.m.    | ケヴィン・ハーヴィック   |
| 4月4日   | オライリー300                                        | 300 Miles               | テキサス・モーター・スピードウェイ             | ESPN2       | MRN    | 6 p.m.       | カイル・ブッシュ         |
| 4月11日  | ナッシュビル300                                      | 300 Miles               | ナッシュビル・スーパースピードウェイ           | ESPN        | MRN    | 3:00 p.m.    | ジョーイ・ロガーノ       |
| 4月17日  | ベイシャズ・スーパーマーケッツ200 ♣                  | 200 Laps                | フェニックス・インターナショナル・レースウェイ | ESPN2       | MRN    | 9:30 p.m.    | グレッグ・ビッフル       |
| 4月25日  | アーロンズ312                                        | 311.22 Miles            | タラデガ・スーパースピードウェイ               | ABC         | MRN    | 4 p.m.       | デヴィッド・レーガン     |
| 5月1日   | リプトン・ティー250 ♣                                | 250 Laps (187.5 Miles)  | リッチモンド・インターナショナル・レースウェイ | ESPN2       | MRN    | 6:00 p.m.    | カイル・ブッシュ         |
| 5月8日   | ダイアモンド・ヒル・プレイウッド200 ♣                | 200.8 Miles             | ダーリントン・レースウェイ                     | ESPN2       | MRN    | 6:00 p.m.    | マット・ケンゼス         |
| 5月23日  | カークェスト・オートパーツ300 ♣                      | 300 Miles               | ロウズ・モーター・スピードウェイ               | ESPN2       | PRN    | 6:00 p.m.    | マイク・ブリス           |
| 5月30日  | ヘルーバ・グッド200                                  | 200 Miles               | ドーバー・インターナショナル・スピードウェイ   | ABC         | MRN    | 11:30 a.m.   | ブラッド・ケセロウスキー |
| 6月6日   | フェデレーテッド・オートパーツ300 ♣                  | 300 Miles               | ナッシュビル・スーパースピードウェイ           | ESPN2       | MRN    | 7:00 p.m.    | カイル・ブッシュ         |
| 6月13日  | メイヤー300 ♣                                        | 300 Miles               | ケンタッキー・スピードウェイ                   | ESPN2       | MRN    | 8:00 p.m.    | ジョーイ・ロガーノ       |
| 6月20日  | ノーザンツール・ドットコム250 ♣                      | 250 Miles               | ミルウォーキー・マイル                         | ESPN2       | MRN    | 6 p.m.       | カール・エドワーズ       |
| 6月27日  | キャンピング・ワールドRVセールズ200                  | 200 miles               | ニューハンプシャー・モーター・スピードウェイ   | ABC         | MRN    | 2:30 p.m.    | カイル・ブッシュ         |
| 7月3日   | サブウェイ・ハラペーニョ250 ♣                        | 250 Miles               | デイトナ・インターナショナル・スピードウェイ   | ESPN        | MRN    | 8 p.m.       | クリント・ボウヤー       |
| 7月10日  | ダラー・ジェネラル300 ♣                              | 300 Miles               | シカゴランド・スピードウェイ                   | ESPN        | MRN    | 7 p.m.       | ジョーイ・ロガーノ       |
| 7月18日  | ミズーリ＝イリノイ・ダッジ・ディーラーズ250 ♣        | 250 Miles               | ゲートウェイ・インターナショナル・レースウェイ | ESPN2       | MRN    | 6 p.m.       | カイル・ブッシュ         |
| 7月25日  | クローガー200 ♣                                      | 200 Laps                | オライリー・レースウェイ・パーク               | ESPN        | MRN    | 8:30 p.m.    | カール・エドワーズ       |
| 8月1日   | U.S.セルラー250                                      | 250 Laps (218.5 miles)  | アイオワ・スピードウェイ                       | ESPN        | MRN    | 3 p.m.       | ブラッド・ケセロウスキー |
| 8月8日   | ジッポー200                                          | 200 Miles               | ワトキンズ・グレン・インターナショナル         | ESPN2       | MRN    | 5 p.m.       | マーコス・アンブローズ   |
| 8月15日  | カーファックス250                                    | 250 Miles               | ミシガン・インターナショナル・スピードウェイ   | ESPN2       | MRN    | 3:00 p.m.    | ブラッド・ケセロウスキー |
| 8月21日  | フード・シティ250 ♣                                  | 250 laps (133.25 miles) | ブリストル・モーター・スピードウェイ           | ESPN2       | PRN    | 6:30 p.m.    | デヴィッド・レーガン     |
| 8月30日  | NAPAオートパーツ200                                  | 74 Laps (200 Miles)     | ジル・ヴィルヌーヴ・サーキット                 | ESPN2 / RDS | MRN    | 2:00 p.m.    | カール・エドワーズ       |
| 9月5日   | デグリー・メンV12 300 ♣                              | 300 Miles/195 Laps      | アトランタ・モーター・スピードウェイ           | ESPN2       | PRN    | 6:30 p.m.    | ケヴィン・ハーヴィック   |
| 9月11日  | バージニア529カレッジ・セービングス250 ♣             | 250 Laps (187.5 Miles)  | リッチモンド・インターナショナル・レースウェイ | ESPN2       | MRN    | 8:00 p.m.    | カール・エドワーズ       |
| 9月26日  | ドーバー200                                          | 200 Laps                | ドーバー・インターナショナル・スピードウェイ   | ESPN2       | MRN    | 3:00 p.m.    | クリント・ボウヤー       |
| 10月3日  | カンザス・ロタリー300♣                               | 300 Miles               | カンザス・スピードウェイ                       | ESPN2       | MRN    | 5:30 p.m.    | ジョーイ・ロガーノ       |
| 10月10日 | コパート300                                          | 300 Miles               | オートクラブ・スピードウェイ                   | ESPN2       | MRN    | 4:00 p.m.    | ジョーイ・ロガーノ       |
| 10月16日 | ダラー・ジェネラル300 ♣                              | 300 Miles               | ロウズ・モーター・スピードウェイ               | ESPN2       | PRN    | 7:30 p.m.    | カイル・ブッシュ         |
| 10月24日 | クローガー・オン・トラック・フォー・ザ・キュアー250♣ | 250 Laps (187.5 Miles)  | メンフィス・モータースポーツ・パーク           | ESPN2       | MRN    | 4 p.m.       | ブラッド・ケセロウスキー |
| 11月7日  | オライリー・チャレンジ                               | 300 Miles               | テキサス・モーター・スピードウェイ             | ESPN2       | PRN    | 1 p.m.       | カイル・ブッシュ         |
| 11月14日 | エイブル・ボディ・レイバー200♣                       | 200 Laps                | フェニックス・インターナショナル・レースウェイ | ESPN2       | MRN    | 3:30 p.m.    | カール・エドワーズ       |
| 11月21日 | フォード300♣                                         | 200 Laps                | ホームステッド＝マイアミ・スピードウェイ       | ESPN2       | MRN    | 5:00 p.m.    | カイル・ブッシュ         |

## 2009年の参加ドライバー
| チーム | 使用車両                                  | 車番 | ドライバー                           | スポンサー                                                                                             | 出場ラウンド                                        |
| --- | ----------------------------------------- | ---- | ------------------------------------ | --- | --------------------------------------------------- |
| ベーカー＝カーブ・レーシング | フォード・フュージョン                    | 27   | ジェイソン・ケラー                   | Kimberly-Clark                                                                                         | All                                                 |
| ベーカー＝カーブ・レーシング | フォード・フュージョン                    | 37   | ケヴィン・ハムリン                   | | 34-35                                               |
| ベーカー＝カーブ・レーシング | フォード・フュージョン                    | 43   | ジョシュ・ワイズ                     | Star de Azlan / Curb Records / Scotts                                                                  | 5                                                   |
| ボブ・シャハト・レーシング | シボレー・インパラ                        | 75   | ボビー・ガーハート                   | Lucas Oil                                                                                              | 8, 17                                               |
| ボブ・シャハト・レーシング | シボレー・インパラ                        | 75   | ブランドン・ナップ                   | Mekwaki Bingo/Casino/Hotel                                                                             | 21                                                  |
| ボーンマン・レーシング | フォード・フュージョン                    | 83   | ジョン・ボーンマン3世                | Twisted X Boots / Red Line Oil                                                                         | 7-8, 17, 21, 30, 33-35                              |
| ブラウン・レーシング | トヨタ・カムリ                            | 10   | デヴィッド・リューティマン           | Camping World / Beringer Vineyards / Copart.com                                                        | 1-2, 5, 8, 18, 23, 34                               |
| ブラウン・レーシング | トヨタ・カムリ                            | 10   | ケリー・バイアス                     | | 3-4, 15, 21                                         |
| ブラウン・レーシング | トヨタ・カムリ                            | 10   | ブライアン・スコット                 | Dollar General / Great Clips / AccuDoc Solutions                                                       | 6-7, 9-10, 30                                       |
| ブラウン・レーシング | トヨタ・カムリ                            | 10   | バーニー・ラマー                     | Dollar General                                                                                         | 11                                                  |
| ブラウン・レーシング | トヨタ・カムリ                            | 10   | マーク・デイヴィス                   | The Word Network / WHUR Radio                                                                          | 12-13                                               |
| ブラウン・レーシング | トヨタ・カムリ                            | 10   | チャド・ブラント                     | | 14, 19-20                                           |
| ブラウン・レーシング | トヨタ・カムリ                            | 10   | エリオット・サドラー                 | Auto Value / Bumper to Bumper                                                                          | 16                                                  |
| ブラウン・レーシング | トヨタ・カムリ                            | 10   | ケイシー・ケーン                     | McDonald's / Great Clips                                                                               | 17, 24, 33                                          |
| ブラウン・レーシング | トヨタ・カムリ                            | 10   | ジャスティン・マークス               | Construct Corps                                                                                        | 22, 25, 27, 32, 35                                  |
| ブラウン・レーシング | トヨタ・カムリ                            | 10   | リード・ソレンソン                   | AccuDoc Solutions / Dollar General                                                                     | 28-29, 31                                           |
| ブラウン・レーシング | トヨタ・カムリ                            | 32   | ブライアン・ヴィッカーズ             | Dollar General                                                                                         | 1-3, 8, 10-12, 16-18, 22-23, 26, 29-31, 33          |
| ブラウン・レーシング | トヨタ・カムリ                            | 32   | バーニー・ラマー                     | Dollar General                                                                                         | 4-7, 9, 13-15                                       |
| ブラウン・レーシング | トヨタ・カムリ                            | 32   | リード・ソレンソン                   | Dollar General                                                                                         | 19, 34                                              |
| ブラウン・レーシング | トヨタ・カムリ                            | 32   | デヴィッド・リューティマン           | Dollar General                                                                                         | 20, 24, 27-28, 35                                   |
| ブラウン・レーシング | トヨタ・カムリ                            | 32   | ブライアン・イックラー               | Dollar General                                                                                         | 21, 32                                              |
| ブラウン・レーシング | トヨタ・カムリ                            | 32   | ジャック・ヴィルヌーヴ               | Dollar General                                                                                         | 25                                                  |
| ブラウン・レーシング | トヨタ・カムリ                            | 38   | ジェイソン・レフラー                 | Great Clips                                                                                            | All                                                 |
| カーディナル・モータースポーツ | シボレー・インパラ                        | 77   | ペイトン・セラーズ                   | SFP | 5, 9, 11-12, 15, 20-22, 24, 26, 29, 31              |
| クレメンツ・レーシング | シボレー・インパラ                        | 50   | ジェレミー・クレメンツ               | 1 Stop / Saxon Group                                                                                   | 6, 11, 18-19, 23, 26                                |
| CJMレーシング | トヨタ・カムリ                            | 11   | スコット・ラガッセJr. (R)            | American's Incredible Pizza                                                                            | 1-21                                                |
| CJMレーシング | トヨタ・カムリ                            | 11   | デニー・ハムリン                     | RideMakerz.com / Carfax                                                                                | 22-23, 35                                           |
| CJMレーシング | トヨタ・カムリ                            | 11   | ブライアン・スコット                 | RideMakerz.com                                                                                         | 24, 29                                              |
| CJMレーシング | トヨタ・カムリ                            | 11   | アンドリュー・レンジャー             | RideMakerz.com                                                                                         | 25                                                  |
| CJMレーシング | トヨタ・カムリ                            | 11   | ケリー・バイアス                     | RideMakerz.com                                                                                         | 26                                                  |
| CJMレーシング | トヨタ・カムリ                            | 11   | トレヴァー・ベイン                   | RideMakerz.com                                                                                         | 27, 30                                              |
| CJMレーシング | トヨタ・カムリ                            | 11   | マイク・ブリス                       | RideMakerz.com                                                                                         | 28, 31-34                                           |
| CJMレーシング | トヨタ・カムリ                            | 14   | ジャスティン・ロフトン               | Lofton Cattle                                                                                          | 23                                                  |
| TWレーシング | ダッジ・チャージャー                      | 86   | アントニオ・ペレス                   | Continental Electric / Telmex                                                                          | 22, 25                                              |
| デイ・エンタープライズ・レーシング | シボレー・インパラ フォード・フュージョン | 05   | ジェフ・グリーン                     | 31-W Insulation/MC2 Energy Drink                                                                       | 1, 8, 17, 20                                        |
| デイ・エンタープライズ・レーシング | シボレー・インパラ フォード・フュージョン | 05   | ジャスティン・アシュバーン           | 31-W Insulation/MC2 Energy Drink                                                                       | 2                                                   |
| デイ・エンタープライズ・レーシング | シボレー・インパラ フォード・フュージョン | 05   | ケイシー・アトウッド                 | 31-W Insulation/MC2 Energy Drink                                                                       | 3-7, 9-13, 15-16, 18-19, 21, 23-24, 26-31           |
| デイ・エンタープライズ・レーシング | シボレー・インパラ フォード・フュージョン | 05   | ブラッド・ベーカー                   | 31-W Insulation/MC2 Energy Drink                                                                       | 14, 22                                              |
| デイ・エンタープライズ・レーシング | シボレー・インパラ フォード・フュージョン | 05   | ヴィクトル・ゴンザレスJr.            | 31-W Insulation/MC2 Energy Drink                                                                       | 25                                                  |
| デイ・エンタープライズ・レーシング | シボレー・インパラ フォード・フュージョン | 05   | マーク・デイ                         | 31-W Insulation/MC2 Energy Drink                                                                       | 32-33, 35                                           |
| デイ・エンタープライズ・レーシング | シボレー・インパラ フォード・フュージョン | 05   | ブレーク・コッホ                     | 31-W Insulation/MC2 Energy Drink                                                                       | 34                                                  |
| デイ・エンタープライズ・レーシング | シボレー・インパラ フォード・フュージョン | 85   | ケイシー・アトウッド                 | 31-W Insulation/MC2 Energy Drink                                                                       | 2, 33-34                                            |
| デイ・エンタープライズ・レーシング | シボレー・インパラ フォード・フュージョン | 85   | ブラッド・ベーカー                   | 31-W Insulation/MC2 Energy Drink                                                                       | 13                                                  |
| デリック・コープ・インク | ダッジ・チャージャー                      | 73   | ケヴィン・レペイジ                   | FlipNBags.com                                                                                          | 4                                                   |
| デリック・コープ・インク | ダッジ・チャージャー                      | 73   | デリック・コープ                     | FlipNBags.com                                                                                          | 9-11, 14-16, 18-19, 21, 23-24, 26-27, 29-31         |
| デリック・コープ・インク | ダッジ・チャージャー                      | 73   | チェイス・ミラー                     | | 32                                                  |
| デリック・コープ・インク | ダッジ・チャージャー                      | 78   | ケヴィン・レペイジ                   | | 18-19, 21, 23-24, 26-27, 29-32                      |
| デリック・コープ・インク | ダッジ・チャージャー                      | 79   | ジェニファー・ジョー・コッブ         | Capitol Federal Savings                                                                                | 29                                                  |
| フェイス・モータースポーツ | シボレー・インパラ                        | 89   | モーガン・シェパード                 | Eldora Speedway/Lagina Plumbing                                                                        | All                                                 |
| E.O.C.モータースポーツ | シボレー・インパラ                        | 71   | ジョー・ラットマン                   | | 4, 19-20                                            |
| フロント・ロウ・モータースポーツ | シボレー・インパラ                        | 34   | トニー・レインズ                     | Long John Silver's                                                                                     | All                                                 |
| ジャーメイン・レーシング | トヨタ・カムリ                            | 15   | マイケル・アネット (R)               | Pilot Travel Centers                                                                                   | All                                                 |
| ゴー・グリーン・レーシング | フォード・フュージョン                    | 39   | エディー・マクドナルド               | BBI Waste Industries / Hancook Electric                                                                | 32, 35                                              |
| ヘンドリック・モータースポーツ | シボレー・インパラ                        | 80   | トニー・スチュワート                 | Hendrickcars.com                                                                                       | 1                                                   |
| ハード・レーシング | シボレー・インパラ                        | 75   | ブレット・ロウ                       | Imperial Bedding Company                                                                               | 22, 25                                              |
| ホーン・オート・レーシング | シボレー・インパラ                        | 58   | クリス・ホーン                       | | 14, 21, 29                                          |
| ジェイ・ロビンソン・レーシング | シボレー・インパラ                        | 28   | ケニー・ウォレス                     | United States Border Patrol                                                                            | All                                                 |
| ジェイ・ロビンソン・レーシング | シボレー・インパラ                        | 49   | カータス・デイヴィス                 | GetMoreVacations.com                                                                                   | 1-13                                                |
| ジェイ・ロビンソン・レーシング | シボレー・インパラ                        | 49   | ケヴィン・ハムリン                   | GetMoreVacations.com                                                                                   | 14                                                  |
| ジェイ・ロビンソン・レーシング | シボレー・インパラ                        | 49   | マーク・グリーン                     | GetMoreVacations.com                                                                                   | 15-35                                               |
| JDモータースポーツ | シボレー・インパラ                        | 0    | マイク・ウォレス                     | Fishburne Military School / Royal Crown Cola                                                           | 1, 8, 16-20, 22                                     |
| JDモータースポーツ | シボレー・インパラ                        | 0    | J.C.スタウト                         | Cash4Gold.com / Racing 1-800-527-1801                                                                  | 2, 5, 15, 26-28                                     |
| JDモータースポーツ | シボレー・インパラ                        | 0    | ロバート・リチャードソンJr.          | North Texas Pipe                                                                                       | 3                                                   |
| JDモータースポーツ | シボレー・インパラ                        | 0    | スティーヴ・グリソム                 | Cash4Gold.com / Racing 1-800-527-1801                                                                  | 4                                                   |
| JDモータースポーツ | シボレー・インパラ                        | 0    | マーク・グリーン                     | Lowery Plumbing / American Patriot Getaways                                                            | 6-7, 9-14                                           |
| JDモータースポーツ | シボレー・インパラ                        | 0    | カータス・デイヴィス                 | SponsorDavis.com                                                                                       | 21, 23-24                                           |
| JDモータースポーツ | シボレー・インパラ                        | 0    | アンディ・ラリー                     | SponsorDavis.com                                                                                       | 25                                                  |
| JDモータースポーツ | シボレー・インパラ                        | 0    | ジェレミー・クレメンツ               | Saxon Group                                                                                            | 29-35                                               |
| JDモータースポーツ | シボレー・インパラ                        | 01   | ダニー・オクイン                     | Solar Bat Sunglasses/SalonWish.com/MC2 Energy Drink Black's Tire/7-Up/Sun Drop/Venom Energy            | 1-24                                                |
| JDモータースポーツ | シボレー・インパラ                        | 01   | マイク・ウォレス                     | Solar Bat Sunglasses/SalonWish.com/MC2 Energy Drink Black's Tire/7-Up/Sun Drop/Venom Energy            | 25-35                                               |
| JDモータースポーツ | シボレー・インパラ                        | 04   | マーク・グリーン                     | Randolph Trucking                                                                                      | 8                                                   |
| JDモータースポーツ | シボレー・インパラ                        | 04   | カータス・デイヴィス                 | Sleep Inn Milwaukee / NuTone Heating & Cooling Products                                                | 15-20                                               |
| ジョー・ギブス・レーシング | トヨタ・カムリ                            | 18   | カイル・ブッシュ                     | NOS/Z-Line Designs                                                                                     | All                                                 |
| ジョー・ギブス・レーシング | トヨタ・カムリ                            | 20   | ジョーイ・ロガーノ                   | GameStop/Sports Clips                                                                                  | 1-2, 4-12, 14, 16-18, 22, 26, 29-31, 33, 35         |
| ジョー・ギブス・レーシング | トヨタ・カムリ                            | 20   | デニー・ハムリン                     | Interstate Batteries/Z-Line Designs/Operation Helmet                                                   | 3, 27-28, 34                                        |
| ジョー・ギブス・レーシング | トヨタ・カムリ                            | 20   | ブラッド・コールマン                 | Rudy's.com/BigSpot.com                                                                                 | 13, 15, 19-21, 23-25                                |
| ジョー・ギブス・レーシング | トヨタ・カムリ                            | 20   | マット・ディベネデット               | Pizza Ranch                                                                                            | 32                                                  |
| JRモータースポーツ | シボレー・インパラ                        | 5    | デイル・アーンハートJr.              | Unilever/Fastenal GoDaddy.com/Delphi                                                                   | 1, 3, 5, 8, 11, 17, 26                              |
| JRモータースポーツ | シボレー・インパラ                        | 5    | マーク・マーティン                   | Unilever/Fastenal GoDaddy.com/Delphi                                                                   | 9                                                   |
| JRモータースポーツ | シボレー・インパラ                        | 5    | スコット・ウィマー                   | Unilever/Fastenal GoDaddy.com/Delphi                                                                   | 10, 15, 20-21, 27, 29                               |
| JRモータースポーツ | シボレー・インパラ                        | 5    | ライアン・ニューマン                 | Unilever/Fastenal GoDaddy.com/Delphi                                                                   | 12, 18, 23-24                                       |
| JRモータースポーツ | シボレー・インパラ                        | 5    | ロン・フェローズ                     | Unilever/Fastenal GoDaddy.com/Delphi                                                                   | 22, 25                                              |
| JRモータースポーツ | シボレー・インパラ                        | 5    | トニー・スチュワート                 | Unilever/Fastenal GoDaddy.com/Delphi                                                                   | 31                                                  |
| JRモータースポーツ | シボレー・インパラ                        | 5    | リチャード・ボスウェル               | Unilever/Fastenal GoDaddy.com/Delphi                                                                   | 32                                                  |
| JRモータースポーツ | シボレー・インパラ                        | 5    | ケリー・バイアス                     | Unilever/Fastenal GoDaddy.com/Delphi                                                                   | 35                                                  |
| JRモータースポーツ | シボレー・インパラ                        | 88   | ブラッド・ケセロウスキー             | GoDaddy/Delphi                                                                                         | All                                                 |
| JTGドハティ・レーシング | トヨタ・カムリ                            | 47   | マイケル・マクドウェル (R)           | Tom's Snacks/Pacific Packaging Group Constructionjobs.com                                              | 1-17, 29                                            |
| JTGドハティ・レーシング | トヨタ・カムリ                            | 47   | ケリー・バイアス                     | Constructionjobs.com                                                                                   | 18-20                                               |
| JTGドハティ・レーシング | トヨタ・カムリ                            | 47   | コールマン・プレスリー               | Constructionjobs.com                                                                                   | 21, 24, 27-28, 32                                   |
| JTGドハティ・レーシング | トヨタ・カムリ                            | 47   | マーコス・アンブローズ               | STP | 22, 25                                              |
| JTGドハティ・レーシング | トヨタ・カムリ                            | 47   | チェイス・ミラー                     | Constructionjobs.com                                                                                   | 23, 26, 30-31, 33, 35                               |
| JTGドハティ・レーシング | トヨタ・カムリ                            | 47   | クリス・クック                       | Constructionjobs.com                                                                                   | 34                                                  |
| Kオートモディヴ・レーシング | ダッジ・チャージャー                      | 26   | ブライアン・ケセロウスキー           | Cajun Industries/Dusty's Collision Schweitzer Title/Detroit Red Wings Fischer Honda                    | 1-5, 7-17, 19-20, 25-26                             |
| Kオートモディヴ・レーシング | ダッジ・チャージャー                      | 26   | デニス・セッツァー                   | Cajun Industries/Dusty's Collision Schweitzer Title/Detroit Red Wings Fischer Honda                    | 6, 18                                               |
| Kオートモディヴ・レーシング | ダッジ・チャージャー                      | 26   | マイケル・マクドウェル               | Cajun Industries/Dusty's Collision Schweitzer Title/Detroit Red Wings Fischer Honda                    | 21-24, 27, 30                                       |
| Kオートモディヴ・レーシング | ダッジ・チャージャー                      | 26   | ダニー・オクインJr.                  | Cajun Industries/Dusty's Collision Schweitzer Title/Detroit Red Wings Fischer Honda                    | 28                                                  |
| Kオートモディヴ・レーシング | ダッジ・チャージャー                      | 26   | ケヴィン・コンウェイ                 | Extenze                                                                                                | 29, 31-35                                           |
| Kオートモディヴ・レーシング | ダッジ・チャージャー                      | 92   | ウィリー・アレン                     | Dusty's Collision                                                                                      | 23, 29, 32                                          |
| Kオートモディヴ・レーシング | ダッジ・チャージャー                      | 92   | デニス・セッツァー                   | Dusty's Collision                                                                                      | 28, 31, 33-35                                       |
| Kオートモディヴ・レーシング | ダッジ・チャージャー                      | 96   | デニス・セッツァー                   | Dusty's Collision/ConeleyAuto.com                                                                      | 2-5, 7, 10-12, 15, 20, 23-24, 27, 30                |
| Kオートモディヴ・レーシング | ダッジ・チャージャー                      | 96   | ブライアン・ケセロウスキー           | Dusty's Collision/ConeleyAuto.com                                                                      | 6, 18, 35                                           |
| Kオートモディヴ・レーシング | ダッジ・チャージャー                      | 96   | ウィリー・アレン                     | Dusty's Collision/ConeleyAuto.com                                                                      | 13, 16, 19                                          |
| Kオートモディヴ・レーシング | ダッジ・チャージャー                      | 96   | ブレーク・ビョークランド             | Dusty's Collision/ConeleyAuto.com                                                                      | 14                                                  |
| Kオートモディヴ・レーシング | ダッジ・チャージャー                      | 96   | アンディ・ポンステイン               | Dusty's Collision/ConeleyAuto.com                                                                      | 21                                                  |
| Kオートモディヴ・レーシング | ダッジ・チャージャー                      | 96   | マイケル・マクドウェル               | Dusty's Collision/ConeleyAuto.com                                                                      | 25-26, 31-34                                        |
| ケヴィン・ハーヴィック・インク | シボレー・インパラ                        | 4    | J.R.フィッツパトリック               | | 22                                                  |
| ケヴィン・ハーヴィック・インク | シボレー・インパラ                        | 33   | ケヴィン・ハーヴィック               | Rheem/Jimmy John's                                                                                     | 1-4, 7, 9, 11-12, 16-19, 21-24, 26-27, 29-30, 33-34 |
| ケヴィン・ハーヴィック・インク | シボレー・インパラ                        | 33   | トニー・スチュワート                 | Rheem/Jimmy John's                                                                                     | 5                                                   |
| ケヴィン・ハーヴィック・インク | シボレー・インパラ                        | 33   | ケリー・バイアス                     | Rheem/Jimmy John's                                                                                     | 6, 14, 32                                           |
| ケヴィン・ハーヴィック・インク | シボレー・インパラ                        | 33   | ライアン・ニューマン                 | Rheem/Jimmy John's                                                                                     | 8, 10, 28, 31, 35                                   |
| ケヴィン・ハーヴィック・インク | シボレー・インパラ                        | 33   | ケール・ゲール                       | Rheem/Jimmy John's                                                                                     | 13                                                  |
| ケヴィン・ハーヴィック・インク | シボレー・インパラ                        | 33   | ロン・ホーナディ                     | Rheem/Jimmy John's                                                                                     | 15, 20                                              |
| ケヴィン・ハーヴィック・インク | シボレー・インパラ                        | 33   | J.R.フィッツパトリック               | Rheem/Jimmy John's                                                                                     | 25                                                  |
| キー・モータースポーツ | シボレー・インパラ                        | 40   | スコット・ウィマー                   | StopRepairBills.com                                                                                    | 1-9, 11-14, 16-19, 23-24, 26, 28, 30-35             |
| キー・モータースポーツ | シボレー・インパラ                        | 40   | ジェフ・グリーン                     | StopRepairBills.com                                                                                    | 10                                                  |
| キー・モータースポーツ | シボレー・インパラ                        | 40   | アリック・アルミローラ               | StopRepairBills.com                                                                                    | 15, 20-21                                           |
| キー・モータースポーツ | シボレー・インパラ                        | 40   | ジェフリー・アーンハート             | StopRepairBills.com                                                                                    | 22, 25                                              |
| キー・モータースポーツ | シボレー・インパラ                        | 40   | マイク・ブリス                       | StopRepairBills.com                                                                                    | 27, 29                                              |
| マクドナルド・モータースポーツ | ダッジ・チャージャー                      | 81   | D.J.ケニントン                       | D.H. Griffins Companies                                                                                | 1-3, 7-9                                            |
| マクドナルド・モータースポーツ | ダッジ・チャージャー                      | 81   | ケヴィン・ハムリン                   | D.H. Griffins Companies                                                                                | 4-5, 10-11, 31                                      |
| マクドナルド・モータースポーツ | ダッジ・チャージャー                      | 81   | ジェフ・グリーン                     | D.H. Griffins Companies                                                                                | 6                                                   |
| マクドナルド・モータースポーツ | ダッジ・チャージャー                      | 81   | ボビー・ハミルトンJr.                | D.H. Griffins Companies                                                                                | 12-16, 26-28                                        |
| マクドナルド・モータースポーツ | ダッジ・チャージャー                      | 81   | パトリック・シェルトラ               | D.H. Griffins Companies                                                                                | 17, 29                                              |
| マクドナルド・モータースポーツ | ダッジ・チャージャー                      | 81   | マイケル・マクドウェル               | D.H. Griffins Companies                                                                                | 18-20                                               |
| マクドナルド・モータースポーツ | ダッジ・チャージャー                      | 81   | ショーン・マーフィー                 | D.H. Griffins Companies                                                                                | 21-22, 24                                           |
| マクドナルド・モータースポーツ | ダッジ・チャージャー                      | 81   | J.J.イェリー                         | D.H. Griffins Companies                                                                                | 23                                                  |
| マクドナルド・モータースポーツ | ダッジ・チャージャー                      | 81   | アレックス・タグリアーニ             | D.H. Griffins Companies                                                                                | 25, 34                                              |
| マクドナルド・モータースポーツ | ダッジ・チャージャー                      | 81   | マイク・ブリス                       | D.H. Griffins Companies                                                                                | 30                                                  |
| マクドナルド・モータースポーツ | ダッジ・チャージャー                      | 81   | ブレーク・コッホ                     | D.H. Griffins Companies                                                                                | 32, 35                                              |
| マクドナルド・モータースポーツ | ダッジ・チャージャー                      | 81   | ボビー・ヒリンJr.                    | D.H. Griffins Companies                                                                                | 33                                                  |
| マック・ヒル・モータースポーツ | シボレー・インパラ                        | 56   | ラリー・フォイト                     | Blu Frog Energy Drink                                                                                  | 1                                                   |
| マーク・デイヴィス・モータースポーツ | トヨタ・カムリ                            | 36   | マーク・デイヴィス                   | Howard University/WHUR Radio/BOB-CAT                                                                   | 4, 9, 11                                            |
| ミーンズ・レーシング | シボレー・インパラ                        | 52   | ドニー・ニューエンバーガー           | Quaker City Castings                                                                                   | 1, 8, 17                                            |
| ミーンズ・レーシング | シボレー・インパラ                        | 52   | スコット・ゲイロード                 | Motel 6 Hesperia/Hooters Casino Hotel                                                                  | 2-3, 22                                             |
| ミーンズ・レーシング | シボレー・インパラ                        | 52   | トレヴァー・ベイン                   | Taco Bell                                                                                              | 4                                                   |
| ミーンズ・レーシング | シボレー・インパラ                        | 52   | ケヴィン・レペイジ                   | Courtyard by Marriott                                                                                  | 5, 10-16, 18, 32                                    |
| ミーンズ・レーシング | シボレー・インパラ                        | 52   | ブラッド・ターグ                     | Hilton Garden Inn Nashville Four Points Sheraton/Porter's Ste                                          | 6, 19, 24, 28, 32                                   |
| ミーンズ・レーシング | シボレー・インパラ                        | 52   | ケヴィン・ハムリン                   | Best Western Tempe by the Mall                                                                         | 7, 9                                                |
| ミーンズ・レーシング | シボレー・インパラ                        | 52   | クリス・ローソン                     | | 20, 27, 34                                          |
| ミーンズ・レーシング | シボレー・インパラ                        | 52   | ジャック・スミス                     | 21 |                                                     |
| ミーンズ・レーシング | シボレー・インパラ                        | 52   | マイク・ウォレス                     | 23 |                                                     |
| ミーンズ・レーシング | シボレー・インパラ                        | 52   | トニー・エイヴ                       | 26 |                                                     |
| ミーンズ・レーシング | シボレー・インパラ                        | 55   | ブラッド・ターグ                     | Scag Mowers                                                                                            | 4                                                   |
| マイケル・ウォルトリップ・レーシング | トヨタ・カムリ                            | 99   | マイケル・ウォルトリップ             | Aaron's                                                                                                | 1-2, 5-8, 17                                        |
| マイケル・ウォルトリップ・レーシング | トヨタ・カムリ                            | 99   | スコット・スピード                   | Red Bull                                                                                               | 3-4, 9-12, 16, 22, 27-30, 35                        |
| マイケル・ウォルトリップ・レーシング | トヨタ・カムリ                            | 99   | トレヴァー・ベイン                   | Aaron's                                                                                                | 13-15, 18-21, 23-24, 26, 33-34                      |
| マイケル・ウォルトリップ・レーシング | トヨタ・カムリ                            | 99   | パトリック・カーペンティア           | NAPA                                                                                                   | 25                                                  |
| マイケル・ウォルトリップ・レーシング | トヨタ・カムリ                            | 99   | デヴィッド・リューティマン           | Aaron's                                                                                                | 31-32                                               |
| マイク・ハーモン・レーシング | シボレー・インパラ                        | 84   | マイク・ハーモン                     | DAB Constructors/Hotjackets.com                                                                        | 1-11, 33                                            |
| マイク・ハーモン・レーシング | シボレー・インパラ                        | 84   | ジェニファー・ジョー・コッブ         | DAB Constructors/Hotjackets.com                                                                        | 35                                                  |
| MLモータースポーツ | シボレー・インパラ                        | 70   | マーク・グリーン                     | Foretravel Motorcoach                                                                                  | 1                                                   |
| MLモータースポーツ | シボレー・インパラ                        | 70   | シェルビー・ハワード                 | Foretravel Motorcoach                                                                                  | 5-6, 8-9, 13-15, 18-21, 23-24, 26-27, 29, 32-33, 35 |
| MSRPモータースポーツ | シボレー・インパラ                        | 90   | ジョニー・チャップマン               | | 1-6, 8-21, 23-24, 26-35                             |
| MSRPモータースポーツ | シボレー・インパラ                        | 90   | デイヴ・ブラニー                     | 7 |                                                     |
| MSRPモータースポーツ | シボレー・インパラ                        | 90   | マイク・ブリス                       | 22 |                                                     |
| MSRPモータースポーツ | シボレー・インパラ                        | 90   | クリス・クック                       | 25 |                                                     |
| MSRPモータースポーツ | シボレー・インパラ                        | 91   | テリー・クック (R)                   | 1-7, 9-12, 15, 17-18, 20, 23-24, 29-31, 33-35                                                          |                                                     |
| MSRPモータースポーツ | シボレー・インパラ                        | 91   | ジャスティン・ホブグッド             | 8, 27, 32                                                                                              |                                                     |
| MSRPモータースポーツ | シボレー・インパラ                        | 91   | ケリー・バイアス                     | 13, 16                                                                                                 |                                                     |
| MSRPモータースポーツ | シボレー・インパラ                        | 91   | ジェフ・グリーン                     | 14 |                                                     |
| MSRPモータースポーツ | シボレー・インパラ                        | 91   | チェイス・ミラー                     | 19, 21, 28                                                                                             |                                                     |
| MSRPモータースポーツ | シボレー・インパラ                        | 91   | デイヴ・ブラニー                     | 22, 26                                                                                                 |                                                     |
| MSRPモータースポーツ | シボレー・インパラ                        | 91   | トム・ハバート                       | 25 |                                                     |
| NEMCOモータースポーツ | シボレー・インパラ                        | 87   | ジョー・ネメチェク                   | | 1-11, 16-18, 22, 27-30, 33-35                       |
| NEMCOモータースポーツ | シボレー・インパラ                        | 87   | チャド・ブラント                     | 15 |                                                     |
| NEMCOモータースポーツ | シボレー・インパラ                        | 87   | ジェフ・フラー                       | 21, 32                                                                                                 |                                                     |
| NEMCOモータースポーツ | シボレー・インパラ                        | 87   | マイク・ブリス                       | 23-26                                                                                                  |                                                     |
| NEMCOモータースポーツ | トヨタ・カムリ                            | 87   | ケヴィン・コンウェイ                 | Extenze                                                                                                | 12-14, 19-20                                        |
| NEMCOモータースポーツ | トヨタ・カムリ                            | 87   | デイヴ・ブラニー                     | AccuDoc Solutions                                                                                      | 31                                                  |
| ペンスキー・レーシング | ダッジ・チャージャー                      | 12   | ジャスティン・オールガイヤー (R)     | Verizon Wireless                                                                                       | All                                                 |
| ペンスキー・レーシング | ダッジ・チャージャー                      | 22   | パーカー・クライジャーマン           | Penske Truck Rental                                                                                    | 29, 35                                              |
| フェニックス・レーシング | シボレー・インパラ                        | 1    | マイク・ブリス                       | Miccosukee Indian Gambling                                                                             | 1-21, 35                                            |
| フェニックス・レーシング | シボレー・インパラ                        | 1    | ライアン・ニューマン                 | Miccosukee Indian Gambling                                                                             | 22                                                  |
| フェニックス・レーシング | シボレー・インパラ                        | 1    | リード・ソレンソン                   | Miccosukee Indian Gambling                                                                             | 23-24, 26                                           |
| フェニックス・レーシング | シボレー・インパラ                        | 1    | マックス・パピス                     | Miccosukee Indian Gambling                                                                             | 25                                                  |
| フェニックス・レーシング | シボレー・インパラ                        | 1    | マーティン・トゥーレックス・ジュニア | Miccosukee Indian Gambling                                                                             | 27-28                                               |
| フェニックス・レーシング | シボレー・インパラ                        | 1    | デヴィッド・ギリランド               | Miccosukee Indian Gambling                                                                             | 29-31                                               |
| フェニックス・レーシング | シボレー・インパラ                        | 1    | ランドン・キャシル                   | Miccosukee Indian Gambling                                                                             | 32                                                  |
| フェニックス・レーシング | シボレー・インパラ                        | 1    | ジェームズ・ブッシャー               | Miccosukee Indian Gambling                                                                             | 33-34                                               |
| R3モータースポーツ | シボレー・インパラ                        | 23   | ロバート・リチャードソンJr.          | Mahindra Tractors                                                                                      | 1, 4-5, 8, 11, 13, 17-18, 23, 26-27, 29, 32-33      |
| R3モータースポーツ | シボレー・インパラ                        | 23   | ケン・バトラー3世 (R)                | Aaron's                                                                                                | 2-3, 6-7, 9, 12, 14-16, 19-21, 24, 28, 31, 34-35    |
| R3モータースポーツ | シボレー・インパラ                        | 23   | ジェフ・フラー                       | Mahindra Tractors                                                                                      | 10                                                  |
| R3モータースポーツ | シボレー・インパラ                        | 23   | クリス・クック                       | Aaron's                                                                                                | 22                                                  |
| R3モータースポーツ | シボレー・インパラ                        | 23   | ジャン＝フランソワ・デュモーリン     | Mahindra Tractors                                                                                      | 25                                                  |
| R3モータースポーツ | シボレー・インパラ                        | 23   | ケヴィン・コンウェイ                 | Extenze                                                                                                | 30                                                  |
| RABレーシング | フォード・フュージョン                    | 09   | ジョン・ウェス・タウンリー (R)       | Zaxby's                                                                                                | 1-21, 23-24, 26, 28-35                              |
| RABレーシング | フォード・フュージョン                    | 09   | ボリス・セッド                       | Zaxby's                                                                                                | 22, 25                                              |
| RABレーシング | フォード・フュージョン                    | 09   | トラヴィス・クヴァピル               | Zaxby's                                                                                                | 27                                                  |
| レンシ・ハミルトン・レーシング | フォード・フュージョン                    | 24   | エリック・マクルーア                 | Hefty                                                                                                  | All                                                 |
| レンシ・ハミルトン・レーシング | フォード・フュージョン                    | 25   | ボビー・ハミルトンJr.                | Eckrich/Kroger                                                                                         | 20                                                  |
| リチャード・チルドレス・レーシング | シボレー・インパラ                        | 2    | オースティン・ディロン               | | 7, 20-21, 23                                        |
| リチャード・チルドレス・レーシング | シボレー・インパラ                        | 2    | ショーン・カイッセ                   | 13, 16                                                                                                 |                                                     |
| リチャード・チルドレス・レーシング | シボレー・インパラ                        | 29   | クリント・ボウヤー                   | Holiday Inn                                                                                            | 1, 4, 8, 12, 16-17, 24, 27-30, 34                   |
| リチャード・チルドレス・レーシング | シボレー・インパラ                        | 29   | ジェフ・バートン                     | Holiday Inn                                                                                            | 2-3, 5, 7, 9-11, 18, 22-23, 31, 35                  |
| リチャード・チルドレス・レーシング | シボレー・インパラ                        | 29   | ステファン・リーク                   | Holiday Inn                                                                                            | 6, 13-15, 19-21, 25, 32                             |
| リチャード・チルドレス・レーシング | シボレー・インパラ                        | 29   | ケイシー・メアーズ                   | Holiday Inn                                                                                            | 33                                                  |
| リック・ウェア・レーシング | シボレー・インパラ                        | 31   | スタントン・バレット                 | Zona Health/Interush Metal Jeans/Circle K Thirstbuster LibertyPort.com/Fuel-Doctor.com FW1/Fastwax.com | 1-4, 11, 18-19, 30                                  |
| リック・ウェア・レーシング | シボレー・インパラ                        | 31   | ケリー・アーンハート                 | Zona Health/Interush Metal Jeans/Circle K Thirstbuster LibertyPort.com/Fuel-Doctor.com FW1/Fastwax.com | 5, 8, 17                                            |
| リック・ウェア・レーシング | シボレー・インパラ                        | 31   | ティム・アンドリュース               | Zona Health/Interush Metal Jeans/Circle K Thirstbuster LibertyPort.com/Fuel-Doctor.com FW1/Fastwax.com | 6, 28, 31, 35                                       |
| リック・ウェア・レーシング | シボレー・インパラ                        | 31   | ダリル・ハー                         | Zona Health/Interush Metal Jeans/Circle K Thirstbuster LibertyPort.com/Fuel-Doctor.com FW1/Fastwax.com | 7, 13, 22, 25, 34                                   |
| リック・ウェア・レーシング | シボレー・インパラ                        | 31   | トラヴィス・キトルソン               | Bob Steele Chevrolet                                                                                   | 9-10, 14-16, 20, 24, 27                             |
| リック・ウェア・レーシング | シボレー・インパラ                        | 31   | ジェフリー・アーンハート             | FW1/FastWax.com Circle K Thirst Buster                                                                 | 12                                                  |
| リック・ウェア・レーシング | シボレー・インパラ                        | 31   | ケヴィン・ハムリン                   | FW1/FastWax.com Circle K Thirst Buster                                                                 | 23                                                  |
| リック・ウェア・レーシング | シボレー・インパラ                        | 31   | ニック・ジョアニデス                 | FW1/FastWax.com Circle K Thirst Buster                                                                 | 32                                                  |
| リック・ウェア・レーシング | シボレー・インパラ                        | 41   | デリック・コープ                     | Metal Jeans/FW1 Wax/Interush                                                                           | 1-3                                                 |
| リック・ウェア・レーシング | シボレー・インパラ                        | 41   | ジャスティン・ホブグッド             | Circle K Thirstbuster                                                                                  | 10, 13-14, 16                                       |
| リック・ウェア・レーシング | シボレー・インパラ                        | 41   | スタントン・バレット                 | Circle K Thirstbuster                                                                                  | 15, 25                                              |
| リック・ウェア・レーシング | シボレー・インパラ                        | 41   | トム・ハバート                       | Matthews Mobile Media                                                                                  | 22                                                  |
| リック・ウェア・レーシング | シボレー・インパラ                        | 41   | ケヴィン・ハムリン                   | Circle K Thirstbuster                                                                                  | 28, 30                                              |
| リック・ウェア・レーシング | シボレー・インパラ                        | 79   | スタントン・バレット                 | Circle K Thirstbuster                                                                                  | 14                                                  |
| ロビー・ゴードン・モータースポーツ | トヨタ・カムリ                            | 55   | ロビー・ゴードン                     | Hard Rock Hotel & Casino Las Vegas                                                                     | 22                                                  |
| ラウシュ・フェンウェイ・レーシング | フォード・フュージョン                    | 6    | デヴィッド・レーガン                 | Discount Tire                                                                                          | 1-8, 11-12, 17-18, 22-24, 26, 30, 33-34             |
| ラウシュ・フェンウェイ・レーシング | フォード・フュージョン                    | 6    | エリック・ダーネル (R)               | Northern Tool                                                                                          | 9-10, 13-16, 19-21, 25, 27-29, 31-32, 35            |
| ラウシュ・フェンウェイ・レーシング | フォード・フュージョン                    | 16   | グレッグ・ビッフル                   | Citigroup                                                                                              | 1-3, 7, 11-12, 16, 18, 22-23, 26-27, 29-30          |
| ラウシュ・フェンウェイ・レーシング | フォード・フュージョン                    | 16   | マット・ケンゼス                     | Citigroup                                                                                              | 4-5, 8-10, 17, 20, 24, 28, 31-35                    |
| ラウシュ・フェンウェイ・レーシング | フォード・フュージョン                    | 16   | リッキー・ステンハウスJr.            | Citigroup                                                                                              | 6, 13-15, 19, 21                                    |
| ラウシュ・フェンウェイ・レーシング | フォード・フュージョン                    | 16   | コーリン・ブラウン                   | Citigroup                                                                                              | 25                                                  |
| ラウシュ・フェンウェイ・レーシング | フォード・フュージョン                    | 17   | マット・ケンゼス                     | Kraft                                                                                                  | 1                                                   |
| ラウシュ・フェンウェイ・レーシング | フォード・フュージョン                    | 17   | リッキー・ステンハウスJr.            | Save-A-Lot                                                                                             | 31                                                  |
| ラウシュ・フェンウェイ・レーシング | フォード・フュージョン                    | 60   | カール・エドワーズ                   | Scotts/Save-A-Lot                                                                                      | All                                                 |
| ラスティ・ウォレス・レーシング | シボレー・インパラ                        | 62   | ブレンダン・ゴーアン (R)             | South Point Hotel, Casino & Spa                                                                        | All                                                 |
| ラスティ・ウォレス・レーシング | シボレー・インパラ                        | 66   | スティーヴ・ウォレス                 | 5-Hour Energy/U.S. Fidelis                                                                             | All                                                 |
| レイ・ハケット・レーシング | フォード・フュージョン                    | 76   | ライアン・ハケット                   | J&R Supply                                                                                             | 6                                                   |
| SK・モータースポーツ | トヨタ・カムリ                            | 07   | デヴィッド・グリーン                 | PMClife.com                                                                                            | 1-9                                                 |
| SK・モータースポーツ | トヨタ・カムリ                            | 07   | パトリック・カーペンティア           | PMClife.com                                                                                            | 10                                                  |
| SK・モータースポーツ | トヨタ・カムリ                            | 07   | ドニー・リア                         | | 11                                                  |
| SK・モータースポーツ | シボレー・インパラ                        | 07   | マイク・ハーモン                     | Harrington Raceway & Casino/Protex by Bardahl                                                          | 12-15, 18-19, 21                                    |
| SK・モータースポーツ | シボレー・インパラ                        | 07   | チェイス・マッティオリ               | Qik Joe                                                                                                | 16                                                  |
| SK・モータースポーツ | シボレー・インパラ                        | 07   | チェイス・オースティン               | Cavi Clothing/Macy's                                                                                   | 17, 20, 24, 26                                      |
| SK・モータースポーツ | シボレー・インパラ                        | 07   | クリス・セケレス                     | Dynamic Technology                                                                                     | 22, 25                                              |
| SK・モータースポーツ | シボレー・インパラ                        | 07   | ジェイソン・ホワイト                 | Dynamic Technology                                                                                     | 23                                                  |
| SK・モータースポーツ | シボレー・インパラ                        | 07   | ジョシュ・ワイズ                     | Dynamic Technology                                                                                     | 27                                                  |
| SK・モータースポーツ | シボレー・インパラ                        | 07   | ジャリット・ジョンソン               | Dynamic Technology                                                                                     | 28-29                                               |
| SK・モータースポーツ | シボレー・インパラ                        | 07   | ダニー・オクインJr.                  | Dynamic Technology                                                                                     | 30-35                                               |
| SK・モータースポーツ | シボレー・インパラ                        | 44   | ダニー・オクインJr.                  | Dynamic Technology                                                                                     | 29                                                  |
| SK・モータースポーツ | シボレー・インパラ                        | 44   | ジャリット・ジョンソン               | Dynamic Technology                                                                                     | 30, 32                                              |
| スミス＝ガナッシ・レーシング | ダッジ・チャージャー                      | 42   | ケニー・ヘンドリック                 | Evander Holyfield/Smith Ironworks                                                                      | 1-10, 14                                            |
| スミス＝ガナッシ・レーシング | ダッジ・チャージャー                      | 42   | デヴィッド・ギリランド               | Evander Holyfield/Smith Ironworks                                                                      | 11, 17, 26                                          |
| スミス＝ガナッシ・レーシング | ダッジ・チャージャー                      | 42   | ケヴィン・ハムリン                   | Evander Holyfield/Smith Ironworks                                                                      | 19                                                  |
| スミス＝ガナッシ・レーシング | ダッジ・チャージャー                      | 42   | スコット・ラガッセJr.                | Evander Holyfield/Smith Ironworks                                                                      | 24                                                  |
| スミス＝ガナッシ・レーシング | ダッジ・チャージャー                      | 42   | アリック・アルミローラ               | Evander Holyfield/Smith Ironworks                                                                      | 31                                                  |
| スミス＝ガナッシ・レーシング | ダッジ・チャージャー                      | 42   | トッド・クリューヴァー               | Evander Holyfield/Smith Ironworks                                                                      | 32                                                  |
| スミス＝ガナッシ・レーシング | ダッジ・チャージャー                      | 42   | パーカー・クライジャーマン           | Evander Holyfield/Smith Ironworks                                                                      | 35                                                  |
| ステラー・クエスト・レーシング | シボレー・インパラ                        | 19   | J.C.スタウト                         | | 11, 14, 18, 23                                      |
| コリー・スコット・レーシング | シボレー・インパラ                        | 02   | アンディ・ポンステイン               | CorrieStottRacing.com                                                                                  | 2-7, 28-29, 31-33                                   |
| スペシャリティ・レーシング | フォード・フュージョン                    | 61   | ブランドン・ウィット                 | | 1-15                                                |
| スペシャリティ・レーシング | フォード・フュージョン                    | 61   | マット・カーター                     | 16-24, 26-31                                                                                           |                                                     |
| スペシャリティ・レーシング | フォード・フュージョン                    | 61   | D.J.ケニントン                       | 25 |                                                     |
| スペシャリティ・レーシング | フォード・フュージョン                    | 61   | ケニー・ヘンドリック                 | 32-33, 35                                                                                              |                                                     |
| スペシャリティ・レーシング | フォード・フュージョン                    | 61   | ジェイソン・ボウルズ                 | 34 |                                                     |
| トレイル・モータースポーツ | シボレー・インパラ                        | 22   | ジョン・ボーンマン3世                | Twisted X Boots                                                                                        | 1-3                                                 |
| VSI・レーシング | フォード・フュージョン                    | 72   | ベニー・ゴードン                     | VSI/Samuel & Sons                                                                                      | 4, 6, 9, 14, 16, 21, 24, 27, 35                     |
| エクストリーム・モータースポーツ | シボレー・インパラ                        | 58   | マイク・ハーモン                     | Cavi Clothing/Macy's                                                                                   | 17                                                  |
| エクストリーム・モータースポーツ | シボレー・インパラ                        | 58   | ジョシュ・ワイズ                     | Cavi Clothing/Macy's                                                                                   | 33-34                                               |
| エクストリーム・モータースポーツ | シボレー・インパラ                        | 58   | チェイス・オースティン               | Cavi Clothing/Macy's                                                                                   | 35                                                  |
| イェーツ・レーシング | フォード・フュージョン                    | 98   | ポール・メナード                     | Richmond/Menards                                                                                       | 4-5, 7, 10-12, 16, 18, 22-27, 30, 34-35             |
| Notes: 1. Penske purchased the #59 car's 2008 owner's points from JTGドハティ・レーシング for the 2009 season. 2. The #23 car's owners points were purchased from JD Motorsports for the season, coming from the #01 car in 2008. 3. RAB Racing will use Jay Robinson's #4 car's owner points from 2008, which had previously belonged to James Finch. 4. The 07 team will use the former Fitz Motorsports' teams owner points. Fitz now runs as Trail Motorsports. |                                           |      |                                      | |                                                     |

## 2009年シーズンのレース

### キャンピング・ワールド300
| 1  | 80 | トニー・スチュワート     | シボレー | ヘンドリック・モータースポーツ     |
| 2  | 60 | カール・エドワーズ       | フォード | ラウシュ・フェンウェイ・レーシング |
| 3  | 29 | クリント・ボウヤー       | シボレー | リチャード・チルドレス・レーシング |
| 4  | 18 | カイル・ブッシュ         | トヨタ   | ジョー・ギブス・レーシング         |
| 5  | 16 | グレッグ・ビッフル       | フォード | ラウシュ・フェンウェイ・レーシング |
| 6  | 32 | ブライアン・ヴィッカーズ | トヨタ   | ブラウン・レーシング               |
| 7  | 5  | デイル・アーンハートJr.  | シボレー | JRモータースポーツ                 |
| 8  | 6  | デヴィッド・レーガン     | フォード | ラウシュ・フェンウェイ・レーシング |
| 9  | 27 | ジェイソン・ケラー       | フォード | ベーカー＝カーブ・レーシング       |
| 10 | 17 | マット・ケンゼス         | フォード | ラウシュ・フェンウェイ・レーシング |

### スターター・ブラザーズ300
| 1  | 18 | カイル・ブッシュ           | トヨタ   | ジョー・ギブス・レーシング         |
| 2  | 33 | ケヴィン・ハーヴィック     | シボレー | ケヴィン・ハーヴィック・インク     |
| 3  | 20 | ジョーイ・ロガーノ         | トヨタ   | ジョー・ギブス・レーシング         |
| 4  | 60 | カール・エドワーズ         | フォード | ラウシュ・フェンウェイ・レーシング |
| 5  | 6  | デヴィッド・レーガン       | フォード | ラウシュ・フェンウェイ・レーシング |
| 6  | 29 | ジェフ・バートン           | シボレー | リチャード・チルドレス・レーシング |
| 7  | 10 | デヴィッド・リューティマン | トヨタ   | ブラウン・レーシング               |
| 8  | 32 | ブライアン・ヴィッカーズ   | トヨタ   | ブラウン・レーシング               |
| 9  | 62 | ブレンダン・ゴーアン       | シボレー | ラスティ・ウォレス・レーシング     |
| 10 | 66 | スティーヴ・ウォレス       | シボレー | ラスティ・ウォレス・レーシング     |

### サムズタウン300
| 1  | 16 | グレッグ・ビッフル           | フォード | ラウシュ・フェンウェイ・レーシング |
| 2  | 60 | カール・エドワーズ           | フォード | ラウシュ・フェンウェイ・レーシング |
| 3  | 32 | ブライアン・ヴィッカーズ     | トヨタ   | ブラウン・レーシング               |
| 4  | 38 | ジェイソン・レフラー         | トヨタ   | ブラウン・レーシング               |
| 5  | 5  | デイル・アーンハートJr.      | シボレー | JRモータースポーツ                 |
| 6  | 47 | マイケル・マクドウェル       | トヨタ   | JTGドハティ・レーシング            |
| 7  | 62 | ブレンダン・ゴーアン         | シボレー | ラスティ・ウォレス・レーシング     |
| 8  | 12 | ジャスティン・オールガイヤー | ダッジ   | ペンスキー・レーシング             |
| 9  | 11 | スコット・ラガッセJr.        | トヨタ   | CJMレーシング                      |
| 10 | 29 | ジェフ・バートン             | シボレー | リチャード・チルドレス・レーシング |

### スコッツ・ターフ・ビルダー300
| 1  | 33 | ケヴィン・ハーヴィック       | シボレー | ケヴィン・ハーヴィック・インク       |
| 2  | 60 | カール・エドワーズ           | フォード | ラウシュ・フェンウェイ・レーシング   |
| 3  | 29 | クリント・ボウヤー           | シボレー | リチャード・チルドレス・レーシング   |
| 4  | 16 | マット・ケンゼス             | フォード | ラウシュ・フェンウェイ・レーシング   |
| 5  | 12 | ジャスティン・オールガイヤー | ダッジ   | ペンスキー・レーシング               |
| 6  | 18 | カイル・ブッシュ             | トヨタ   | ジョー・ギブス・レーシング           |
| 7  | 66 | スティーヴ・ウォレス         | シボレー | ラスティ・ウォレス・レーシング       |
| 8  | 99 | スコット・スピード           | トヨタ   | マイケル・ウォルトリップ・レーシング |
| 9  | 20 | ジョーイ・ロガーノ           | トヨタ   | ジョー・ギブス・レーシング           |
| 10 | 38 | ジェイソン・レフラー         | トヨタ   | ブラウン・レーシング                 |

### オライリー300
| 1  | 18 | カイル・ブッシュ             | トヨタ   | ジョー・ギブス・レーシング         |
| 2  | 33 | トニー・スチュワート         | シボレー | ケヴィン・ハーヴィック・インク     |
| 3  | 88 | ブラッド・ケセロウスキー     | シボレー | JRモータースポーツ                 |
| 4  | 6  | デヴィッド・レーガン         | フォード | ラウシュ・フェンウェイ・レーシング |
| 5  | 98 | ジャスティン・オールガイヤー | フォード | イェーツ・レーシング               |
| 6  | 16 | マット・ケンゼス             | フォード | ラウシュ・フェンウェイ・レーシング |
| 7  | 1  | マイク・ブリス               | シボレー | フェニックス・レーシング           |
| 8  | 29 | ジェフ・バートン             | シボレー | リチャード・チルドレス・レーシング |
| 9  | 10 | デヴィッド・リューティマン   | トヨタ   | ブラウン・レーシング               |
| 10 | 12 | ジャスティン・オールガイヤー | ダッジ   | ペンスキー・レーシング             |

### ナッシュビル300
| 1  | 20 | ジョーイ・ロガーノ       | トヨタ   | ジョー・ギブス・レーシング         |
| 2  | 18 | カイル・ブッシュ         | トヨタ   | ジョー・ギブス・レーシング         |
| 3  | 88 | ブラッド・ケセロウスキー | シボレー | JRモータースポーツ                 |
| 4  | 33 | ケリー・バイアス         | シボレー | ケヴィン・ハーヴィック・インク     |
| 5  | 60 | カール・エドワーズ       | フォード | ラウシュ・フェンウェイ・レーシング |
| 6  | 38 | ジェイソン・レフラー     | トヨタ   | ブラウン・レーシング               |
| 7  | 6  | デヴィッド・レーガン     | フォード | ラウシュ・フェンウェイ・レーシング |
| 8  | 1  | マイク・ブリス           | シボレー | フェニックス・レーシング           |
| 9  | 66 | スティーヴ・ウォレス     | シボレー | ラスティ・ウォレス・レーシング     |
| 10 | 11 | スコット・ラガッセJr.    | トヨタ   | CJMレーシング                      |

### ベイシャズ・スーパーマーケッツ200
| 1  | 16 | グレッグ・ビッフル           | フォード | ラウシュ・フェンウェイ・レーシング |
| 2  | 38 | ジェイソン・レフラー         | トヨタ   | ブラウン・レーシング               |
| 3  | 88 | ブラッド・ケセロウスキー     | シボレー | JRモータースポーツ                 |
| 4  | 20 | ジョーイ・ロガーノ           | トヨタ   | ジョー・ギブス・レーシング         |
| 5  | 33 | ケヴィン・ハーヴィック       | シボレー | ケヴィン・ハーヴィック・インク     |
| 6  | 6  | デヴィッド・レーガン         | フォード | ラウシュ・フェンウェイ・レーシング |
| 7  | 62 | ブレンダン・ゴーアン         | シボレー | ラスティ・ウォレス・レーシング     |
| 8  | 12 | ジャスティン・オールガイヤー | ダッジ   | ペンスキー・レーシング             |
| 9  | 1  | マイク・ブリス               | シボレー | フェニックス・レーシング           |
| 10 | 18 | カイル・ブッシュ             | トヨタ   | ジョー・ギブス・レーシング         |

予選落ち：  アンディ・ポンステイン (#02), ケニー・ヘンドリック (#42), マイク・ハーモン (#84), デニス・セッツァー (#96).

### アーロンズ312
| 1  | 6  | デヴィッド・レーガン     | フォード | ラウシュ・フェンウェイ・レーシング |
| 2  | 33 | ライアン・ニューマン     | シボレー | ケヴィン・ハーヴィック・インク     |
| 3  | 20 | ジョーイ・ロガーノ       | トヨタ   | ジョー・ギブス・レーシング         |
| 4  | 34 | トニー・レインズ         | シボレー | フロント・ロウ・モータースポーツ   |
| 5  | 5  | デイル・アーンハートJr.  | シボレー | JRモータースポーツ                 |
| 6  | 38 | ジェイソン・レフラー     | トヨタ   | ブラウン・レーシング               |
| 7  | 27 | ジェイソン・ケラー       | フォード | ベーカー＝カーブ・レーシング       |
| 8  | 11 | スコット・ラガッセJr.    | トヨタ   | CJMレーシング                      |
| 9  | 88 | ブラッド・ケセロウスキー | シボレー | JRモータースポーツ                 |
| 10 | 18 | カイル・ブッシュ         | トヨタ   | ジョー・ギブス・レーシング         |

### リプトン・ティー250
| 1  | 18 | カイル・ブッシュ         | トヨタ   | ジョー・ギブス・レーシング         |
| 2  | 60 | カール・エドワーズ       | フォード | ラウシュ・フェンウェイ・レーシング |
| 3  | 16 | マット・ケンゼス         | フォード | ラウシュ・フェンウェイ・レーシング |
| 4  | 88 | ブラッド・ケセロウスキー | シボレー | JRモータースポーツ                 |
| 5  | 33 | ケヴィン・ハーヴィック   | シボレー | ケヴィン・ハーヴィック・インク     |
| 6  | 20 | ジョーイ・ロガーノ       | トヨタ   | ジョー・ギブス・レーシング         |
| 7  | 5  | マーク・マーティン       | シボレー | JRモータースポーツ                 |
| 8  | 47 | マイケル・マクドウェル   | トヨタ   | JTGドハティ・レーシング            |
| 9  | 27 | ジェイソン・ケラー       | フォード | ベーカー＝カーブ・レーシング       |
| 10 | 38 | ジェイソン・レフラー     | トヨタ   | ブラウン・レーシング               |

### ダイアモンド・ヒル・プレイウッド200
| 1  | 16 | マット・ケンゼス             | フォード | ラウシュ・フェンウェイ・レーシング |
| 2  | 38 | ジェイソン・レフラー         | トヨタ   | ブラウン・レーシング               |
| 3  | 60 | カール・エドワーズ           | フォード | ラウシュ・フェンウェイ・レーシング |
| 4  | 6  | エリック・ダーネル           | フォード | ラウシュ・フェンウェイ・レーシング |
| 5  | 12 | ジャスティン・オールガイヤー | ダッジ   | ペンスキー・レーシング             |
| 6  | 33 | ケヴィン・ハーヴィック       | シボレー | ケヴィン・ハーヴィック・インク     |
| 7  | 1  | マイク・ブリス               | シボレー | フェニックス・レーシング           |
| 8  | 29 | ジェフ・バートン             | シボレー | リチャード・チルドレス・レーシング |
| 9  | 5  | スコット・ウィマー           | シボレー | JRモータースポーツ                 |
| 10 | 32 | ブライアン・ヴィッカーズ     | トヨタ   | ブラウン・レーシング               |

### カークェスト・オートパーツ300
| 1  | 1  | マイク・ブリス           | シボレー | フェニックス・レーシング           |
| 2  | 62 | ブレンダン・ゴーアン     | シボレー | ラスティ・ウォレス・レーシング     |
| 3  | 18 | カイル・ブッシュ         | トヨタ   | ジョー・ギブス・レーシング         |
| 4  | 32 | ブライアン・ヴィッカーズ | トヨタ   | ブラウン・レーシング               |
| 5  | 20 | ジョーイ・ロガーノ       | トヨタ   | ジョー・ギブス・レーシング         |
| 6  | 38 | ジェイソン・レフラー     | トヨタ   | ブラウン・レーシング               |
| 7  | 6  | デヴィッド・レーガン     | フォード | ラウシュ・フェンウェイ・レーシング |
| 8  | 88 | ブラッド・ケセロウスキー | シボレー | JRモータースポーツ                 |
| 9  | 29 | ジェフ・バートン         | シボレー | リチャード・チルドレス・レーシング |
| 10 | 60 | カール・エドワーズ       | フォード | ラウシュ・フェンウェイ・レーシング |

### ヘルーバ・グッド200
| 1  | 88 | ブラッド・ケセロウスキー     | シボレー | JRモータースポーツ                   |
| 2  | 20 | ジョーイ・ロガーノ           | トヨタ   | ジョー・ギブス・レーシング           |
| 3  | 29 | クリント・ボウヤー           | シボレー | リチャード・チルドレス・レーシング   |
| 4  | 32 | ブライアン・ヴィッカーズ     | トヨタ   | ブラウン・レーシング                 |
| 5  | 60 | カール・エドワーズ           | フォード | ラウシュ・フェンウェイ・レーシング   |
| 6  | 98 | ポール・メナード             | フォード | イェーツ・レーシング                 |
| 7  | 99 | スコット・スピード           | トヨタ   | マイケル・ウォルトリップ・レーシング |
| 8  | 38 | ジェイソン・レフラー         | トヨタ   | ブラウン・レーシング                 |
| 9  | 27 | ジェイソン・ケラー           | フォード | ベーカー＝カーブ・レーシング         |
| 10 | 12 | ジャスティン・オールガイヤー | ダッジ   | ペンスキー・レーシング               |

### フェデレーテッド・オートパーツ300
| 1  | 18 | カイル・ブッシュ         | トヨタ   | ジョー・ギブス・レーシング         |
| 2  | 88 | ブラッド・ケセロウスキー | シボレー | JRモータースポーツ                 |
| 3  | 60 | カール・エドワーズ       | フォード | ラウシュ・フェンウェイ・レーシング |
| 4  | 1  | マイク・ブリス           | シボレー | フェニックス・レーシング           |
| 5  | 38 | ジェイソン・レフラー     | トヨタ   | ブラウン・レーシング               |
| 6  | 29 | ステファン・リーク       | シボレー | リチャード・チルドレス・レーシング |
| 7  | 66 | スティーヴ・ウォレス     | シボレー | ラスティ・ウォレス・レーシング     |
| 8  | 47 | マイケル・マクドウェル   | トヨタ   | JTGドハティ・レーシング            |
| 9  | 6  | エリック・ダーネル       | フォード | ラウシュ・フェンウェイ・レーシング |
| 10 | 20 | ブラッド・コールマン     | トヨタ   | ジョー・ギブス・レーシング         |

### メイヤー300
| 1  | 20 | ジョーイ・ロガーノ           | トヨタ   | ジョー・ギブス・レーシング         |
| 2  | 18 | カイル・ブッシュ             | トヨタ   | ジョー・ギブス・レーシング         |
| 3  | 88 | ブラッド・ケセロウスキー     | シボレー | JRモータースポーツ                 |
| 4  | 62 | ブレンダン・ゴーアン         | シボレー | ラスティ・ウォレス・レーシング     |
| 5  | 12 | ジャスティン・オールガイヤー | ダッジ   | ペンスキー・レーシング             |
| 6  | 38 | ジェイソン・レフラー         | トヨタ   | ブラウン・レーシング               |
| 7  | 15 | マイケル・アネット           | トヨタ   | ジャーメイン・レーシング           |
| 8  | 32 | バーニー・ラマー             | トヨタ   | ブラウン・レーシング               |
| 9  | 16 | リッキー・ステンハウスJr.    | フォード | ラウシュ・フェンウェイ・レーシング |
| 10 | 33 | ケリー・バイアス             | シボレー | ケヴィン・ハーヴィック・インク     |

### ノーザンツール・ドットコム250
| 1  | 60 | カール・エドワーズ        | フォード | ラウシュ・フェンウェイ・レーシング |
| 2  | 18 | カイル・ブッシュ          | トヨタ   | ジョー・ギブス・レーシング         |
| 3  | 88 | ブラッド・ケセロウスキー  | シボレー | JRモータースポーツ                 |
| 4  | 6  | エリック・ダーネル        | フォード | ラウシュ・フェンウェイ・レーシング |
| 5  | 16 | リッキー・ステンハウスJr. | フォード | ラウシュ・フェンウェイ・レーシング |
| 6  | 66 | スティーヴ・ウォレス      | シボレー | ラスティ・ウォレス・レーシング     |
| 7  | 1  | マイク・ブリス            | シボレー | フェニックス・レーシング           |
| 8  | 29 | ステファン・リーク        | シボレー | リチャード・チルドレス・レーシング |
| 9  | 33 | ロン・ホーナディ          | シボレー | ケヴィン・ハーヴィック・インク     |
| 10 | 38 | ジェイソン・レフラー      | トヨタ   | ブラウン・レーシング               |

### キャンピング・ワールドRVセールズ200プレゼンテッド・バイ・タートル・ワックス
| 1  | 18 | カイル・ブッシュ         | トヨタ   | ジョー・ギブス・レーシング           |
| 2  | 20 | ジョーイ・ロガーノ       | トヨタ   | ジョー・ギブス・レーシング           |
| 3  | 88 | ブラッド・ケセロウスキー | シボレー | JRモータースポーツ                   |
| 4  | 1  | マイク・ブリス           | シボレー | フェニックス・レーシング             |
| 5  | 33 | ケヴィン・ハーヴィック   | シボレー | ケヴィン・ハーヴィック・インク       |
| 6  | 60 | カール・エドワーズ       | フォード | ラウシュ・フェンウェイ・レーシング   |
| 7  | 16 | グレッグ・ビッフル       | フォード | ラウシュ・フェンウェイ・レーシング   |
| 8  | 99 | スコット・スピード       | トヨタ   | マイケル・ウォルトリップ・レーシング |
| 9  | 6  | エリック・ダーネル       | フォード | ラウシュ・フェンウェイ・レーシング   |
| 10 | 38 | ジェイソン・レフラー     | トヨタ   | ブラウン・レーシング                 |

### サブウェイ・ハラペーニョ250
| 1  | 29 | クリント・ボウヤー           | シボレー | リチャード・チルドレス・レーシング |
| 2  | 18 | カイル・ブッシュ             | トヨタ   | ジョー・ギブス・レーシング         |
| 6  | 60 | カール・エドワーズ           | フォード | ラウシュ・フェンウェイ・レーシング |
| 4  | 20 | ジョーイ・ロガーノ           | トヨタ   | ジョー・ギブス・レーシング         |
| 5  | 10 | ケイシー・ケーン             | トヨタ   | ブラウン・レーシング               |
| 6  | 88 | ブラッド・ケセロウスキー     | シボレー | JRモータースポーツ                 |
| 7  | 32 | ブライアン・ヴィッカーズ     | トヨタ   | ブラウン・レーシング               |
| 8  | 12 | ジャスティン・オールガイヤー | ダッジ   | ペンスキー・レーシング             |
| 9  | 6  | デヴィッド・レーガン         | フォード | ラウシュ・フェンウェイ・レーシング |
| 10 | 33 | ケヴィン・ハーヴィック       | シボレー | ケヴィン・ハーヴィック・インク     |

### ダラー・ジェネラル300
| 1  | 20 | ジョーイ・ロガーノ           | トヨタ   | ジョー・ギブス・レーシング         |
| 2  | 18 | カイル・ブッシュ             | トヨタ   | ジョー・ギブス・レーシング         |
| 3  | 32 | ブライアン・ヴィッカーズ     | トヨタ   | ブラウン・レーシング               |
| 4  | 38 | ジェイソン・レフラー         | トヨタ   | ブラウン・レーシング               |
| 5  | 33 | ケヴィン・ハーヴィック       | シボレー | ケヴィン・ハーヴィック・インク     |
| 6  | 60 | カール・エドワーズ           | フォード | ラウシュ・フェンウェイ・レーシング |
| 7  | 16 | グレッグ・ビッフル           | フォード | ラウシュ・フェンウェイ・レーシング |
| 8  | 10 | デヴィッド・リューティマン   | トヨタ   | ブラウン・レーシング               |
| 9  | 1  | マイク・ブリス               | シボレー | フェニックス・レーシング           |
| 10 | 12 | ジャスティン・オールガイヤー | ダッジ   | ペンスキー・レーシング             |

### NAPAオートパーツ200プレゼンテッド・バイ・ダッジ
| 1  | 60 | カール・エドワーズ               | フォード | ラウシュ・フェンウェイ・レーシング |
| 2  | 47 | マーコス・アンブローズ           | トヨタ   | JTGドハティ・レーシング            |
| 3  | 11 | アンドリュー・レンジャー         | トヨタ   | CJMレーシング                      |
| 4  | 32 | ジャック・ヴィルヌーヴ           | トヨタ   | ブラウン・レーシング               |
| 5  | 88 | ブラッド・ケセロウスキー         | シボレー | JRモータースポーツ                 |
| 6  | 34 | トニー・レインズ                 | シボレー | フロント・ロウ・モータースポーツ   |
| 7  | 23 | ジャン＝フランソワ・デュモーリン | シボレー | R3モータースポーツ                 |
| 8  | 29 | ステファン・リーク               | シボレー | リチャード・チルドレス・レーシング |
| 9  | 62 | ブレンダン・ゴーアン             | シボレー | ラスティ・ウォレス・レーシング     |
| 10 | 18 | カイル・ブッシュ                 | トヨタ   | ジョー・ギブス・レーシング         |

### クローガー・オン・トラック・フォー・ザ・キュアー250
| 1  | 88 | ブラッド・ケセロウスキー   | シボレー | JRモータースポーツ                   |
| 2  | 18 | カイル・ブッシュ           | トヨタ   | ジョー・ギブス・レーシング           |
| 3  | 38 | ジェイソン・レフラー       | トヨタ   | ブラウン・レーシング                 |
| 4  | 11 | マイク・ブリス             | トヨタ   | CJMレーシング                        |
| 5  | 62 | ブレンダン・ゴーアン       | シボレー | ラスティ・ウォレス・レーシング       |
| 6  | 60 | カール・エドワーズ         | フォード | ラウシュ・フェンウェイ・レーシング   |
| 7  | 40 | スコット・ウィマー         | シボレー | キー・モータースポーツ               |
| 8  | 99 | デヴィッド・リューティマン | トヨタ   | マイケル・ウォルトリップ・レーシング |
| 9  | 29 | ステファン・リーク         | シボレー | リチャード・チルドレス・レーシング   |
| 10 | 1  | ランドン・キャシル         | シボレー | フェニックス・レーシング             |

### オライリー・チャレンジ
| 1  | 18 | カイル・ブッシュ         | トヨタ   | ジョー・ギブス・レーシング         |
| 2  | 29 | ケイシー・メアーズ       | シボレー | リチャード・チルドレス・レーシング |
| 3  | 38 | ジェイソン・レフラー     | トヨタ   | ブラウン・レーシング               |
| 4  | 16 | マット・ケンゼス         | フォード | ラウシュ・フェンウェイ・レーシング |
| 5  | 88 | ブラッド・ケセロウスキー | シボレー | JRモータースポーツ                 |
| 6  | 33 | ケヴィン・ハーヴィック   | シボレー | ケヴィン・ハーヴィック・インク     |
| 7  | 32 | ブライアン・ヴィッカーズ | トヨタ   | ブラウン・レーシング               |
| 8  | 6  | デヴィッド・レーガン     | フォード | ラウシュ・フェンウェイ・レーシング |
| 9  | 60 | カール・エドワーズ       | フォード | ラウシュ・フェンウェイ・レーシング |
| 10 | 11 | マイク・ブリス           | トヨタ   | CJMレーシング                      |

### エイブル・ボディ・レイバー200
デニー・ハムリンがコース新記録でポールポジションを獲得、カール・エドワーズがレースで勝利した。
| 1  | 60 | カール・エドワーズ       | フォード | ラウシュ・フェンウェイ・レーシング |
| 2  | 33 | ケヴィン・ハーヴィック   | シボレー | ケヴィン・ハーヴィック・インク     |
| 3  | 32 | ジェイソン・レフラー     | トヨタ   | ブラウン・レーシング               |
| 4  | 29 | クリント・ボウヤー       | シボレー | リチャード・チルドレス・レーシング |
| 5  | 88 | ブラッド・ケセロウスキー | シボレー | JRモータースポーツ                 |
| 6  | 6  | デヴィッド・レーガン     | フォード | ラウシュ・フェンウェイ・レーシング |
| 7  | 16 | マット・ケンゼス         | フォード | ラウシュ・フェンウェイ・レーシング |
| 8  | 11 | マイク・ブリス           | トヨタ   | CJMレーシング                      |
| 9  | 18 | カイル・ブッシュ         | トヨタ   | ジョー・ギブス・レーシング         |
| 10 | 66 | スティーヴ・ウォレス     | シボレー | ラスティ・ウォレス・レーシング     |